# Thizy (Rhône)
Thizy (Aussprache [tiˈzi]) ist ein Ort und ehemalige Gemeinde mit 2140 Einwohnern (Stand: 1. Januar 2022) im französischen Département Rhône in der Region Auvergne-Rhône-Alpes. Sie gehörte zum Arrondissement Villefranche-sur-Saône. Die Bewohner werden Thizerots und Thizerotes genannt.
Der Erlass des Präfekten vom 29. Oktober 2012 legte mit Wirkung zum 1. Januar 2013 die Eingliederung von Thizy als Commune déléguée zusammen mit den früheren Gemeinden Bourg-de-Thizy, La Chapelle-de-Mardore, Mardore und Marnand zur Commune nouvelle Thizy-les-Bourgs fest.

## Geografie

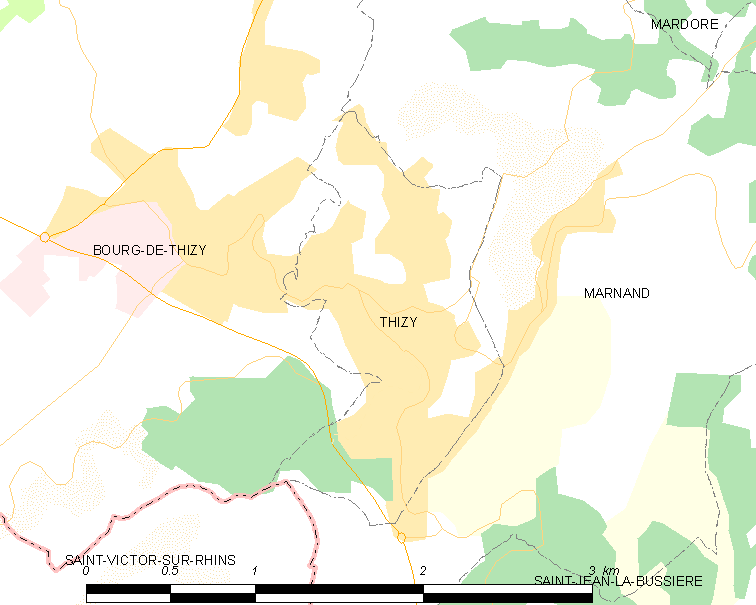
Karte von Thizy

Thizy liegt etwa 50 Kilometer nordwestlich von Lyon und etwa 32 Kilometer westnordwestlich von Villefranche-sur-Saône in der Région naturelle des Beaujolais an der Grenze zum benachbarten Département Loire.
Das Relief ist ausgesprochen hügelig mit Höhen verbreitet über 500 m. Die höchste Erhebung mit 626 m wird im Osten an der Grenze zum Nachbarort Marnand gemessen. Das Ortszentrum liegt auf einer Höhe von etwa 502 m an einem Felsvorsprung mit einem Friedhof auf 547 m Höhe.
Umgeben wird Thizy von einer Nachbargemeinde und von zwei Communes déléguées von Thizy-les-Bourgs:
|                                   |                                             |                            |
| Bourg-de-Thizy (Thizy-les-Bourgs) | Kompassrose, die auf Nachbargemeinden zeigt | Marnand (Thizy-les-Bourgs) |
| Saint-Victor-sur-Rhins (Loire)    |                                             |                            |

## Etymologie und Geschichte
Der Ortsname ist von Tisiacus oder Titiacus abgeleitet, was auf eine gallorömische Herkunft hinweist und auf eine Familie namens Titius zurückgeht, die als erste das Ortsgebiet besiedelte. Ein Bernard de Tisiaco wird im 10. Jahrhundert im Kopialbuch der Kathedrale von Mâcon erwähnt. Thizy wurde ebenfalls im Kopialbuch der Abtei Cluny gegen 1180 erwähnt. Zwei Jahrhunderte später gehörte Thizy einem Chevalier de Châtelperon oder Champeron. Der Ort, auf einem Felssporn gelegen, eignete sich für einen Militärposten und es dauerte nicht lange, bis er Begierde weckte bei den Seigneurs von Beaujeu.  Guichard V. erklärte Thizy zur Freien Stadt. Die Seigneurs von Beaujeu unterhielten eine Garnison in der Burg.
Am 21. August 1522 verkaufte Charles III. de Bourbon-Montpensier die Kastellanei von Thizy mit mahr als 22 Pfarrgemeinden an Philibert de Beaujeu-Linières, zweiter Ehemann von Catherine d’Amboise. Die Ehe blieb kinderlos und nach seinem Tod fiel der Besitz 1541 an den französischen König, anschließend an die Erben von Catherine d’Amboise aus dem Hause Nevers. 1570 zog der Hugenottenführer Gaspard II. de Coligny mit seiner Armee durch das Beaujolais. Die Burg konnte nicht eingenommen werden, jedoch wurden alle Häuser außerhalb der Burgmauern in Brand gesteckt.
1578 verkauften Luigi Gonzaga und Henriette de Clèves, Herzogin von Nevers, das Lehen an Claude de Rébé, Seigneur von Rochefort-sur-Nenon. Als sein Sohn Zacharie ihm folgte, befand sich das Land inmitten der Hugenottenkriege. Zacharie de Rébé schlug sich auf die Seite der Hugenotten, Thizy wurde von Truppen der Katholischen Liga belagert. 1590 musste Zacharie de Rébé die Burg an M. de Chevrières übergeben.
Ludwig XIV. ordnete das Niederreißen der Burg an. Kurze Zeit nach dem Tod des Sonnenkönigs erwarb Jean Bissuel die Kastellanei von Thizy. Seine Familie behielt sie bis 1789.

## Bevölkerungsentwicklung
| Thizy: Einwohnerzahlen von 1793 bis 2020                                                                                   | Thizy: Einwohnerzahlen von 1793 bis 2020 | Thizy: Einwohnerzahlen von 1793 bis 2020 | Thizy: Einwohnerzahlen von 1793 bis 2020 | Thizy: Einwohnerzahlen von 1793 bis 2020 |
| --- | ---------------------------------------- | ---------------------------------------- | ---------------------------------------- | ---------------------------------------- |
| Jahr |                                          |                                          |                                          | Einwohner                                |
| 1793 | 1793                                     |                                          | 959                                      | 959                                      |
| 1800 | 1800                                     |                                          | 904                                      | 904                                      |
| 1806 | 1806                                     |                                          | 1.055                                    | 1.055                                    |
| 1821 | 1821                                     |                                          | 1.387                                    | 1.387                                    |
| 1831 | 1831                                     |                                          | 1.527                                    | 1.527                                    |
| 1836 | 1836                                     |                                          | 1.611                                    | 1.611                                    |
| 1841 | 1841                                     |                                          | 1.595                                    | 1.595                                    |
| 1846 | 1846                                     |                                          | 2.796                                    | 2.796                                    |
| 1851 | 1851                                     |                                          | 2.678                                    | 2.678                                    |
| 1856 | 1856                                     |                                          | 2.801                                    | 2.801                                    |
| 1861 | 1861                                     |                                          | 2.766                                    | 2.766                                    |
| 1866 | 1866                                     |                                          | 2.928                                    | 2.928                                    |
| 1872 | 1872                                     |                                          | 3.089                                    | 3.089                                    |
| 1876 | 1876                                     |                                          | 3.315                                    | 3.315                                    |
| 1881 | 1881                                     |                                          | 4.078                                    | 4.078                                    |
| 1886 | 1886                                     |                                          | 4.537                                    | 4.537                                    |
| 1891 | 1891                                     |                                          | 4.878                                    | 4.878                                    |
| 1896 | 1896                                     |                                          | 4.892                                    | 4.892                                    |
| 1901 | 1901                                     |                                          | 4.797                                    | 4.797                                    |
| 1906 | 1906                                     |                                          | 4.856                                    | 4.856                                    |
| 1911 | 1911                                     |                                          | 4.780                                    | 4.780                                    |
| 1921 | 1921                                     |                                          | 4.266                                    | 4.266                                    |
| 1926 | 1926                                     |                                          | 4.487                                    | 4.487                                    |
| 1931 | 1931                                     |                                          | 4.357                                    | 4.357                                    |
| 1936 | 1936                                     |                                          | 4.136                                    | 4.136                                    |
| 1946 | 1946                                     |                                          | 3.658                                    | 3.658                                    |
| 1954 | 1954                                     |                                          | 4.021                                    | 4.021                                    |
| 1962 | 1962                                     |                                          | 3.787                                    | 3.787                                    |
| 1968 | 1968                                     |                                          | 3.793                                    | 3.793                                    |
| 1975 | 1975                                     |                                          | 3.775                                    | 3.775                                    |
| 1982 | 1982                                     |                                          | 3.351                                    | 3.351                                    |
| 1990 | 1990                                     |                                          | 2.855                                    | 2.855                                    |
| 1999 | 1999                                     |                                          | 2.483                                    | 2.483                                    |
| 2006 | 2006                                     |                                          | 2.456                                    | 2.456                                    |
| 2013 | 2013                                     |                                          | 2.355                                    | 2.355                                    |
| 2020 | 2020                                     |                                          | 2.203                                    | 2.203                                    |
| Quelle(n): EHESS/Cassini bis 1999, INSEE ab 2006 Anmerkung(en): Ab 1962 offizielle Zahlen ohne Einwohner mit Zweitwohnsitz |                                          |                                          |                                          |                                          |

## Sehenswürdigkeiten
- Von der Burg aus dem 11. Jahrhundert sind nur noch die Zisterne und die Kapelle Saint-Georges übrig geblienben. Letztere ist eine ehemalige Kirche aus dem ausgehenden 11. Jahrhundert. Sie ist seit 1977 als Monument historique eingeschrieben. Sie präsentiert Wandmalereien aus dem 15. 16. und 17. Jahrhundert und birgt zahlreiche Ausstattungsgegenstände, die in der Base Palissy gelistet sind, darunter eine große Anzahl, die als Monument historique der beweglichen Objekte klassifiziert sind.
- Kirche Notre-Dame aus dem 19. und 20. Jahrhundert
- Zwei Häuser in der Rue du Château, seit 1941 als Monument historique eingeschrieben
- Freilichtmuseum des Haut-Beaujolais, seit 2005 als Musée de France gekennzeichnet

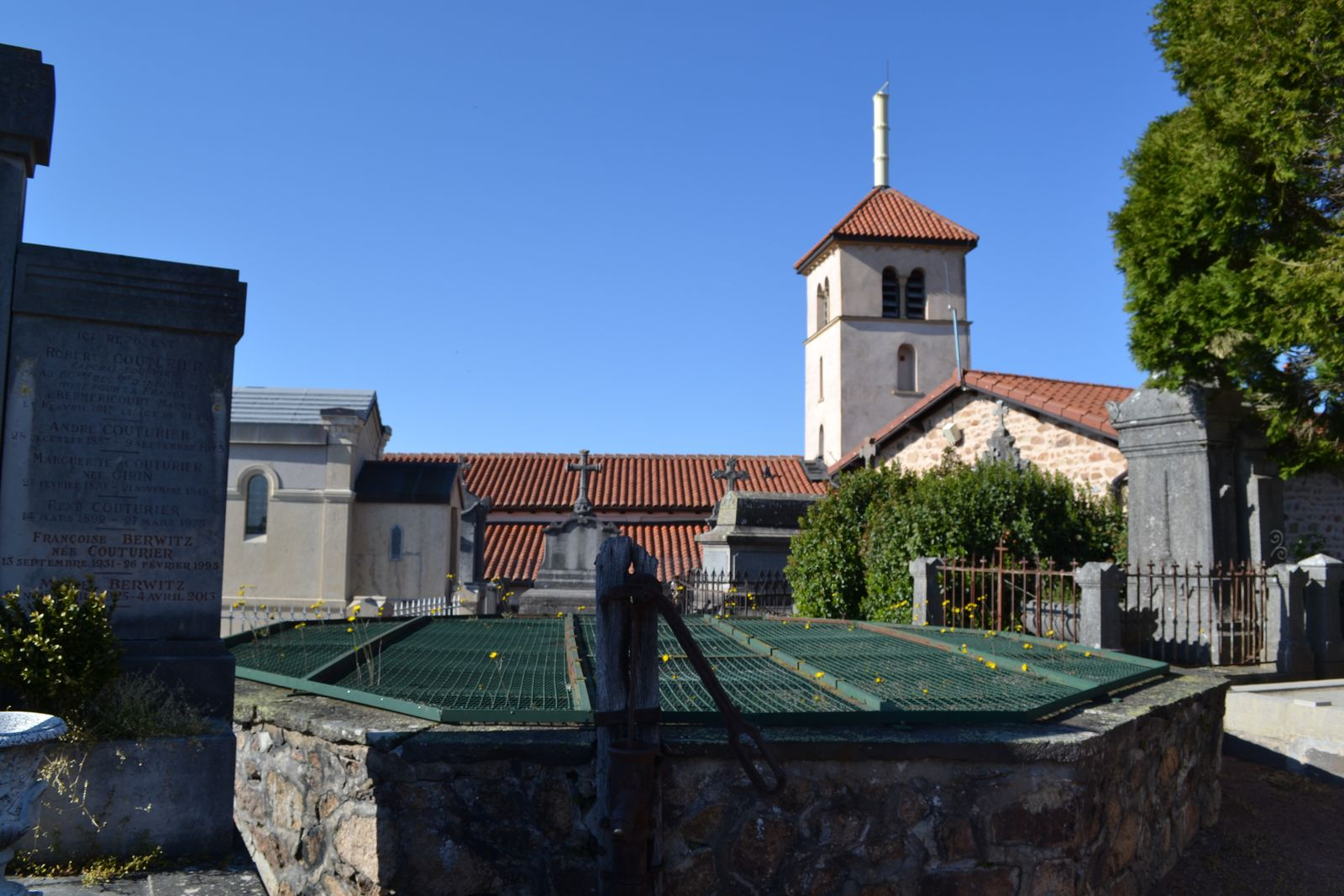
Zisterne und Kapelle Saint-Georges
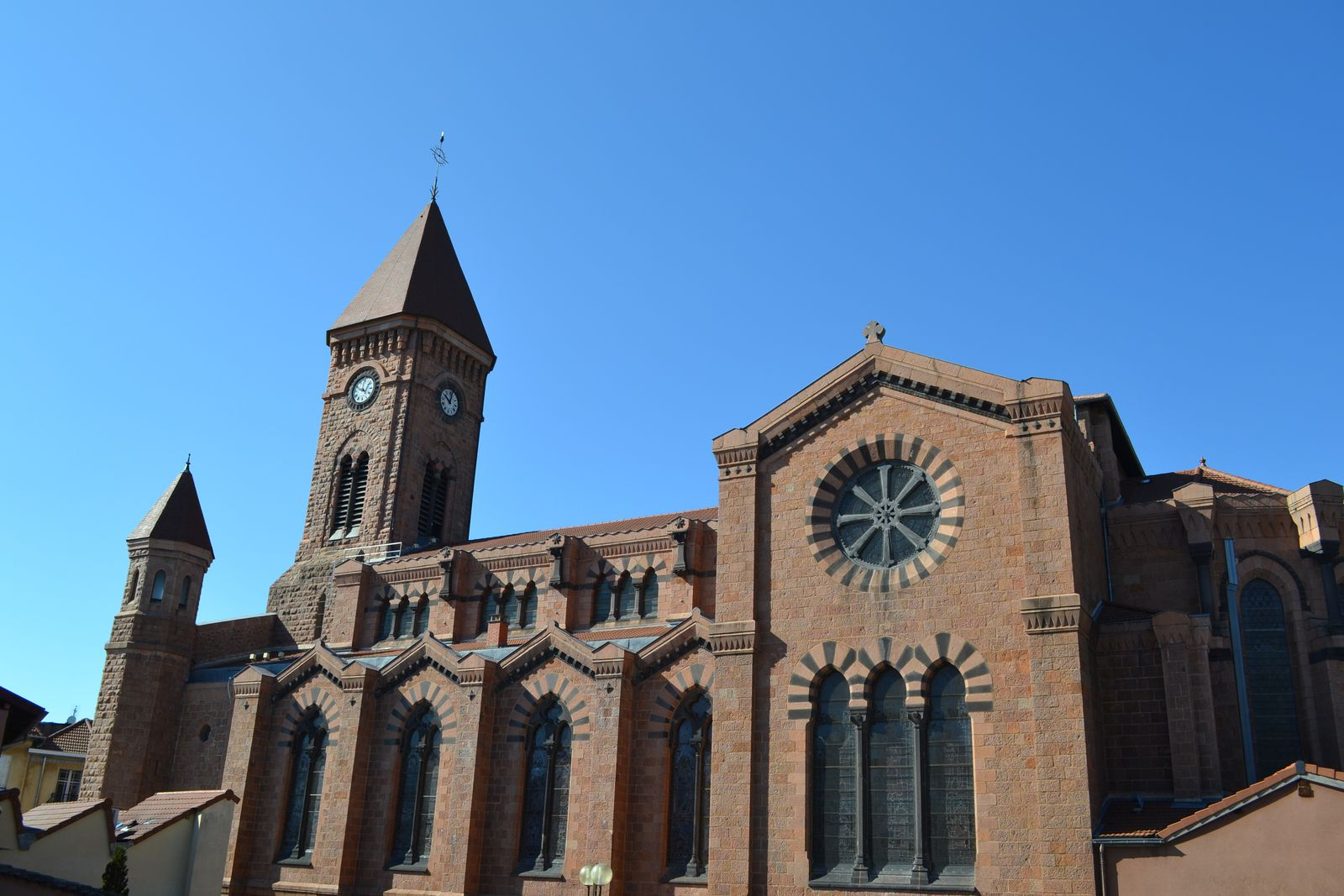
Kirche Notre-Dame

## Persönlichkeiten
- Jean-Marie Roland de La Platière (1734–1793), französischer Wirtschaftsfachmann und Politiker während der Französischen Revolution, geboren in Thizy
- Étienne Mulsant (1797–1880), französischer Entomologe und Ornithologe, geboren in Marnand
- Pierre Chevenard (1888–1960), französischer Ingenieur und Wissenschaftler auf dem Gebiet der Metallografie, geboren in Thizy
- Maurice Montet (1905–1997), französischer Maler, verstorben in Thizy
- Jean Auroux (1942–), französischer Politiker der Parti socialiste, mehrfacher Minister, geboren in Thizy
- Michel Mercier (1947–), französischer Politiker (UDF, MoDem, UDI), Bürgermeister von Thizy, Senator und mehrfacher Minister